# Evaristo de Macedo
Evaristo de Macedo Filho (Rio de Janeiro, 1933. június 22. – ) brazil válogatott labdarúgó, csatár, edző.

## Pályafutása

### Klubcsapatokban
Evaristo a brazil Madureira csapatánál kezdett el futballozni. 1953 és 1957 között a Flamengo csapatában játszott, a klubbal háromszor egymás után lett bajnok a Rio de Janeiro állami bajnokságban. 1957-ben a spanyol élvonalbeli Barcelona csapatához szerződött; a klubbal kétszer lett spanyol bajnok és egyszer kupagyőztes, valamint kétszer hódította el a Vásárvárosok kupáját. Pályára lépett az 1961-es bajnokcsapatok Európa-kupája-döntőjében is. 1962 és 1965 között a Real Madrid leabdarúgója volt; a klubbal kétszer lett spanyol bajnok, valamint szerepelt az 1964-es bajnokcsapatok Európa-kupája-döntőjében. 1965-ben visszatért Brazíliába a Flamengo csapatához, ahonnan 1966-ban vonult vissza.

### A válogatottban
1955 és 1957 között tizennégy alkalommal lépett pályára a brazil labdarúgó-válogatottban, nyolc gólt szerzett. Pályára lépett az 1952. évi nyári olimpiai játékokon, valamint tagja volt az 1957-es Copa Américan ezüstérmes csapatnak. A brazil válogatottban ő tartja a rekordot az egyetlen mérkőzésen szerzett gólok számát illetően; 1957-ben a Kolumbia elleni 9–0-s mérkőzésen ötször talált a kapuba.

### Edzőként
Evaristo edzőként számos brazil csapatot irányított, valamint három különböző ország válogatottjánál is vállalt szövetségi kapitányi szerepet (Katar, Brazília, Irak). Ő irányította az iraki labdarúgó-válogatottat az 1986-os labdarúgó-világbajnokságon.

## Sikerei, díjai

### Játékosként
Flamengo
- Campeonato Carioca
  - bajnok: 1953, 1954, 1955, 1965

 Barcelona
- Spanyol bajnokság
  - bajnok: 1958–59, 1959–60
- Spanyol kupa
  - győztes: 1958–59
- Bajnokcsapatok Európa-kupája (BEK)
  - döntős: 1960–61
- Vásárvárosok kupája
  - győztes: 1955–58, 1958–60

 Real Madrid
- Spanyol bajnokság
  - bajnok: 1962–63, 1963–64